# Merkbild
Das Merkbild ist eine Methode der Mnemotechnik.
Dabei geht man davon aus, dass sich Bilder in unserem Gehirn stärker einprägen als Worte allein. Dieses Hilfsmittel wird beim Erlernen der richtigen Schreibweise von Wörtern verwendet, die häufig miteinander verwechselt oder falsch geschrieben werden (mahlen – malen, Straße, Gräte). Diese Lernmethode ist besonders geeignet für Wörter, die mit „normalen“ Methoden nicht in der richtigen Schreibweise „hängen bleiben“ bzw. bei denen eine Verwechslungsgefahr mit ähnlich klingenden Wörtern besteht. Vor allem die eigenen Bilder, die man sich selber ausgedacht hat, bleiben dauerhaft hängen. Einordnen lassen sich Merkbilder in die Gruppe der Eselsbrücken.